# Sweater Weather
«Sweater Weather» es una canción indie rock perteneciente a la banda norteamericana The Neighbourhood. Fue escrita por el vocalista y líder del grupo, Jesse Rutherford, junto a los integrantes Zach Abels y Jeremy Freedman, y luego producida por Justyn Pilbrow. Este es el primer sencillo de la banda para I Love You., álbum debut lanzado en 2013. «Sweater Weather» se mantuvo liderando durante once semanas no consecutivas el Billboard Alternative Songs tras ingresar en junio de 2013. Fue relanzada el 2 de noviembre de ese mismo año, con motivo de la proximidad del invierno boreal.

## Antecedentes y escritura
La escritura de «Sweater Weather» inició de una manera muy similar a las demás canciones del grupo. Zach Abels, guitarrista del grupo, admitió en una entrevista radial: «un día, Jesse estaba en mi casa. Mientras yo tocaba la guitarra, el dijo Hey! Eso es bastante fresco, déjame recordarlo. Y dio la casualidad de ser "Sweater Weather"». Aunque, existe una versión demo llamada «Too Cold», grabada por Jesse para su mixtape «Truth hurts, truth heals». A la hora de explicar el significado de la letra, Rutherford señaló en una entrevista a Swide.com que esta pista plantea el mayor problema en la expresión de las emociones que quería transmitir.

Esa canción ha hecho tanto por nosotros, y es una canción muy sólida, pero fue la primera que escribimos. Hemos crecido mucho, y hemos conseguido nuestro sonido más encerrado desde esa canción, y aún se siente si la ubicas al lado de las otras canciones. Creo «Sweater Weather» podría haber sido la mejor canción que hemos escrito, pero yo no pensé que iba a ser la mejor canción que escribiríamos. Era algo así como conseguir un disco de platino, o como un pequeño golpe en el trasero.
Jesse Rutherford

## Videoclip
El videoclip de «Sweater Weather» fue dirigido por Zack Sekuler y Daniel Iglesias Jr., en un disparo de grises que representa el blanco y negro que la banda utiliza para sus clips. El vídeo fue lanzado el 5 de marzo de 2013.

## Listas
| Lista (2013–14)                             | Mejor posición |
| ------------------------------------------- | -------------- |
| Bélgica (Flandes) (Ultratip Bubbling Under) | 88             |
| Canadá (Canadian Hot 100)                   | 68             |
| Eslovaquia (Rádio Top 100)                  | 42             |
| UK Singles Chart (Official Charts Company)  | 49             |
| Estados Unidos (Billboard Hot 100)          | 14             |
| Estados Unidos (Alternative Airplay)        | 1              |
| Estados Unidos (Adult Contemporary)         | 24             |
| Estados Unidos (Adult Top 40)               | 9              |
| Estados Unidos (Mainstream Top 40)          | 7              |